# Okupacija baltskih držav
Okupacija baltskih držav je bilo obdobje med aneksijo Estonije, Latvije in Litve k Sovjetski zvezi leta 1940 do njenega razpada leta 1991. Za kratek čas je baltske države okupirala tudi Nacistična Nemčija, potem ko je leta 1941 napadla Sovjetsko zvezo.
Začetna sovjetska invazija in okupacija baltskih držav se je začela junija 1940 v skladu s paktom Molotov–Ribbentrop, ki sta ga avgusta 1939 pred drugo svetovno vojno sklenili Sovjetska zveza in nacistična Nemčija. Tri neodvisne baltske države so bile avgusta 1940 aneksirane kot republike Sovjetske zveze. Večina zahodnih držav te aneksije ni priznala in so jo definirale za nezakonito. Julija 1941 je nacistična Nemčija nekaj tednov po invaziji na Sovjetsko zvezo okupirala vse tri baltske države. Tretji rajh jih je vključil v Reichskomissariat Ostland. Leta 1944 je Sovjetska zveza po baltski ofenzivi ponovno okupirala baltske države in ujela preostale nemške sile v Kurlandskem žepu, dokler se niso uradno predali maja 1945.
Med sovjetsko okupacijo oz. tudi kolonizacijo 1944–1991 je bilo veliko število prebivalcev baltskih držav usmrčenih in deportiranih, v njihove domove pa je bilo naseljenih veliko Rusov. Jeziki avtohtonega prebivalstva, vera in običaji so bili tekom okupacije zatirani, izvajala se je rusifikacija.
Glede okupacije in nezakonite aneksacije baltskih držav obstaja širok mednarodni konsenz, Sovjetska zveza pa medtem ni nikoli priznala, da so bile nasilno okupirane. Pri podobni narativi vztraja tudi nekdanja sovjetska republika Rusija, ki trdi, da je bila aneksacije baltskih držav v skladu z mednarodnim pravom. Šolski učbeniki v Rusiji otroke učijo, da so se baltske države »prostovoljno pridružile Sovjetski zvezi po domačih ljudskih socialističnih revolucijah«. Po okupaciji je večina zahodnih vlad zaradi stališča, da suverenost teh držav ni bila legitimno razveljavljena, še naprej priznavala baltske države kot suverene politične subjekte, ki so jih predstavljale baltske legacije, ki so delovale v Washingtonu in drugod kot vlade v izgnanstvu.
Baltske države so ponovno pridobile de facto neodvisnost leta 1991 ob razpadu Sovjetske zveze. Osvoboditev je ni bila mirna, sovjetske sile so ubile več Latvijcev in Litovcev. Novonastala Rusija je vojsko iz baltskih držav začela umikati šele avgusta 1993, začenši z Litvo. Popoln umik vojakov, se je končal avgusta 1994. Rusija je uradno končala svojo vojaško prisotnost v Baltiku avgusta 1998 z razgradnjo radarske postaje Skrunda-1 v Latviji. Razstavljene instalacije so bile poslane v Rusijo in mesto je bilo vrnjeno pod latvijski nadzor, zadnji ruski vojak pa je baltsko zemljo zapustil oktobra 1999. Ne Sovjetska zveza in ne Rusija ni nikdar plačala za škodo, ki jo je baltskim državam povzročila okupacija, čeprav so vse tri države skupaj in posamično vložile tožbe proti Rusiji.
Med obema sovjetskima okupacijama (1940-1941 in 1944-1991) je bilo ubitih ali deportiranih skupno 605.000 prebivalcev treh držav (135.000 Estoncev, 170.000 Latvijcev in 320.000 Litovcev). Njihovo premoženje je bilo zaplenjeno in podeljeno na novo naseljenim kolonistom – ekonomskim migrantom, sovjetski vojski, osebju NKVD in tudi funkcionarjem komunistične partije.
Ocene smrtnih žrtev so v spodnji tabeli;
| Obdobje/dogodek                                                  | Estonija                         | Latvija                          | Litva                      |
| ---------------------------------------------------------------- | -------------------------------- | -------------------------------- | -------------------------- |
| Population                                                       | 1.126.413 (1934)                 | 1.905.000 (1935)                 | 2.575.400 (1938)           |
| Prva sovjetska okupacija                                         |                                  |                                  |                            |
| Deportacije junija 1941                                          | 9.267 (2.409 usmrčenih)          | 15.424 (9.400 umrlo na poti)     | 17.500                     |
| Žrtve represije (aretacije, mučenje, politična sojenja in drugo) | 8.000                            | 21.000                           | 12.900                     |
| Izvensodne usmrtitve                                             | 2.000                            | Neznano                          | 3.000                      |
| Nacistična okupacija                                             |                                  |                                  |                            |
| Množični poboji manjšin                                          | 992 Judov 300 Romov              | 70.000 Judov 1.900 Romov         | 196.000 Judov ~4.000 Romov |
| Zunanji poboji Judov                                             | 8.000                            | 20.000                           | Not known                  |
| Poboji drugih civilistov                                         | 7.000                            | 16.300                           | 45.000                     |
| Prisilno delo                                                    | 3.000                            | 16.800                           | 36.500                     |
| Druga sovjetska okupacija                                        |                                  |                                  |                            |
| Deportacije 1948–49 (operacija Priboj)                           | 1949: 20.702 3.000 umrlo na poti | 1949: 42.231 8.000 umrlo na poti | 1948: 41.000 1949: 32.735  |
| Druge deportacije med 1945 in 1956                               | 650                              | 1.700                            | 59.200                     |
| Aretiacije in politično motiviran pripor                         | 30.000 11.000 umrlo              | 32.000                           | 186.000                    |
| Partizani ubiti ali zaprti po vojni                              | 8.468 4.000 ubitih               | 8.000 3.000 ubitih               | 21.500                     |